# Advantage Cars Prague Open 2015
Die Advantage Cars Prague Open 2015 waren ein Tennisturnier der ITF Women’s Circuit 2015 für Damen und ein Tennisturnier der ATP Challenger Tour 2015 für Herren in Prag und fanden zeitgleich vom 10. bis 16. August 2015 statt.